# Средњошколски центар „Петар Кочић“ Зворник
Средњошколски центар „Петар Кочић” јавна је средњошколска установа у Зворнику. Налази се у улици Вука Караџића 69.

## Историјат
Средњошколски центар „Петар Кочић” је започео са радом 1920. године када је основана Грађанска школа трговинског смјера. У децембру 1946. је формирана нижа гимназија која је прерасла у вишу државну реалну гимназију, а потом у Гимназију Зворник. Одлуком наставничког вијећа 1962. године је добила данашње име по писцу Петру Кочићу. Средња економска школа (СЕШ) у Зворнику је основана 3. јула 1957, а 1968. је прерасла у Економско–трговински–угоститељски школски центар (ЕТУШЦ) „Филип Кљајић”. Године 1973. је дошло до интергације ове двије школе у Средњошколски центар (СШЦ) Зворник. Министарство просвјете Републике Србије је 12. јуна 1992. одобрило одлуку о поновном оснивању гимназије. Од 1993. до 2013. је радила под називом Гимназија и средња стручна школа „Петар Кочић” Зворник, а од 24. септембра 2013. ради под данашњим називом Јавна установа Средњошколски центар „Петар Кочић” Зворник. Школске 2019—2020. године је садржала 226 ученика у девет одјељења и четири смјера: Гимназија, Економија, Здравство и Угоститељство.